# Regering van Israël
De regering van Israël komt tot stand nadat de winnaar van de Israëlische parlementsverkiezingen het voortouw heeft genomen om een nieuwe regering te vormen samen met partijen die nodig zijn om aan een meerderheid in het parlement, de Knesset, te komen. Daarvoor zijn 61 van de 120 te vergeven zetels nodig. 
In 2009 gebeurde het voor het eerst in de Israëlische parlementaire geschiedenis dat de grootste partij van de Israëlische parlementsverkiezingen van 10 januari 2009 niet meteen werd gevraagd een regering te vormen. Op 17 mei 2020 kwam er een nieuwe regering na de langste politieke impasse in de geschiedenis van Israël. Na de val van het vierde kabinet-Netanyahu in december 2018 waren er drie verkiezingen nodig.
Aan het hoofd staat de regeringsleider, de premier. Er zijn tussen 1948 en 2022 veertien premiers geweest die samen 37 regeringen hebben geleid (de huidige - 37ste - regering is op 29 december 2022 geïnstalleerd).

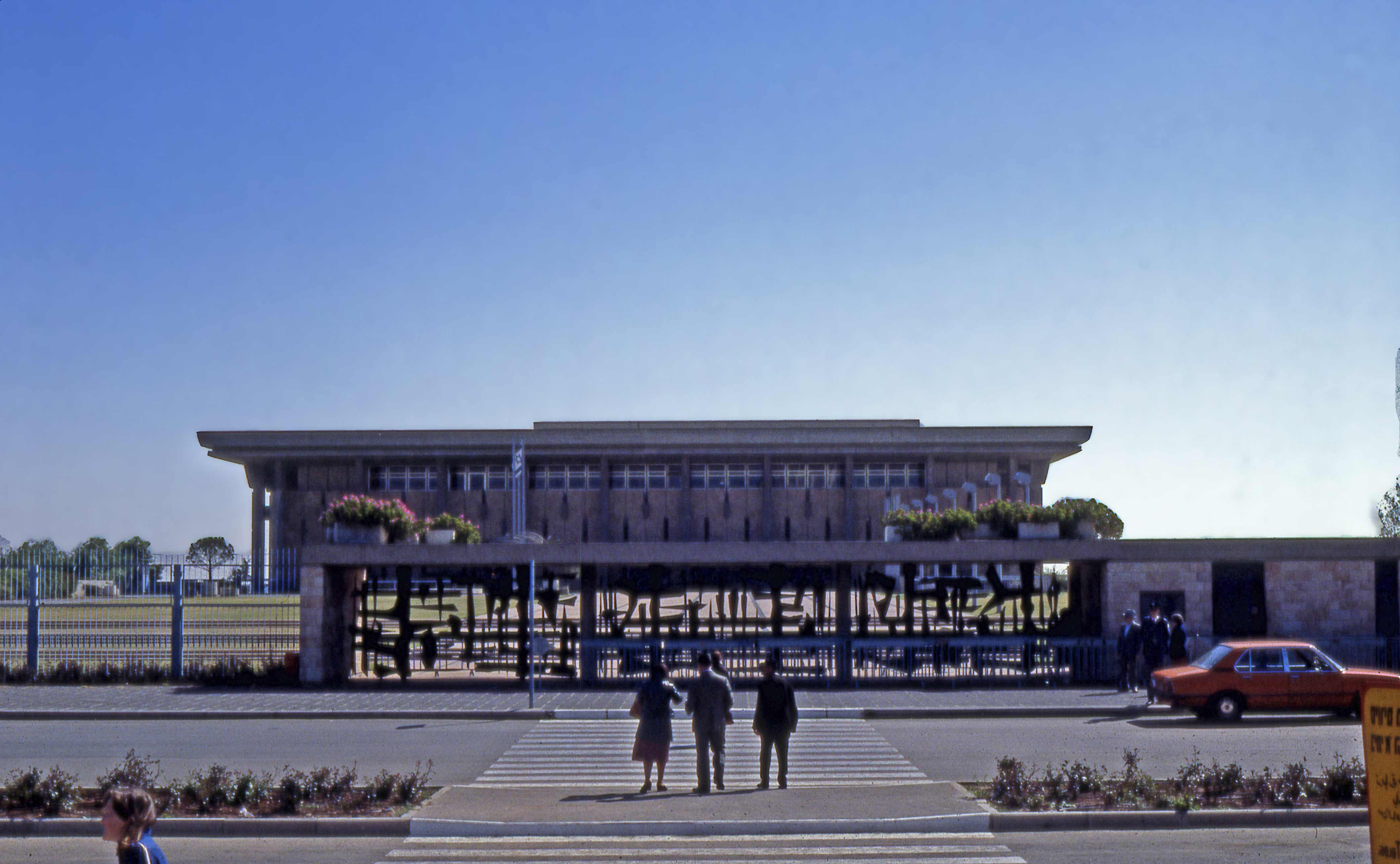
De Knesset van buiten
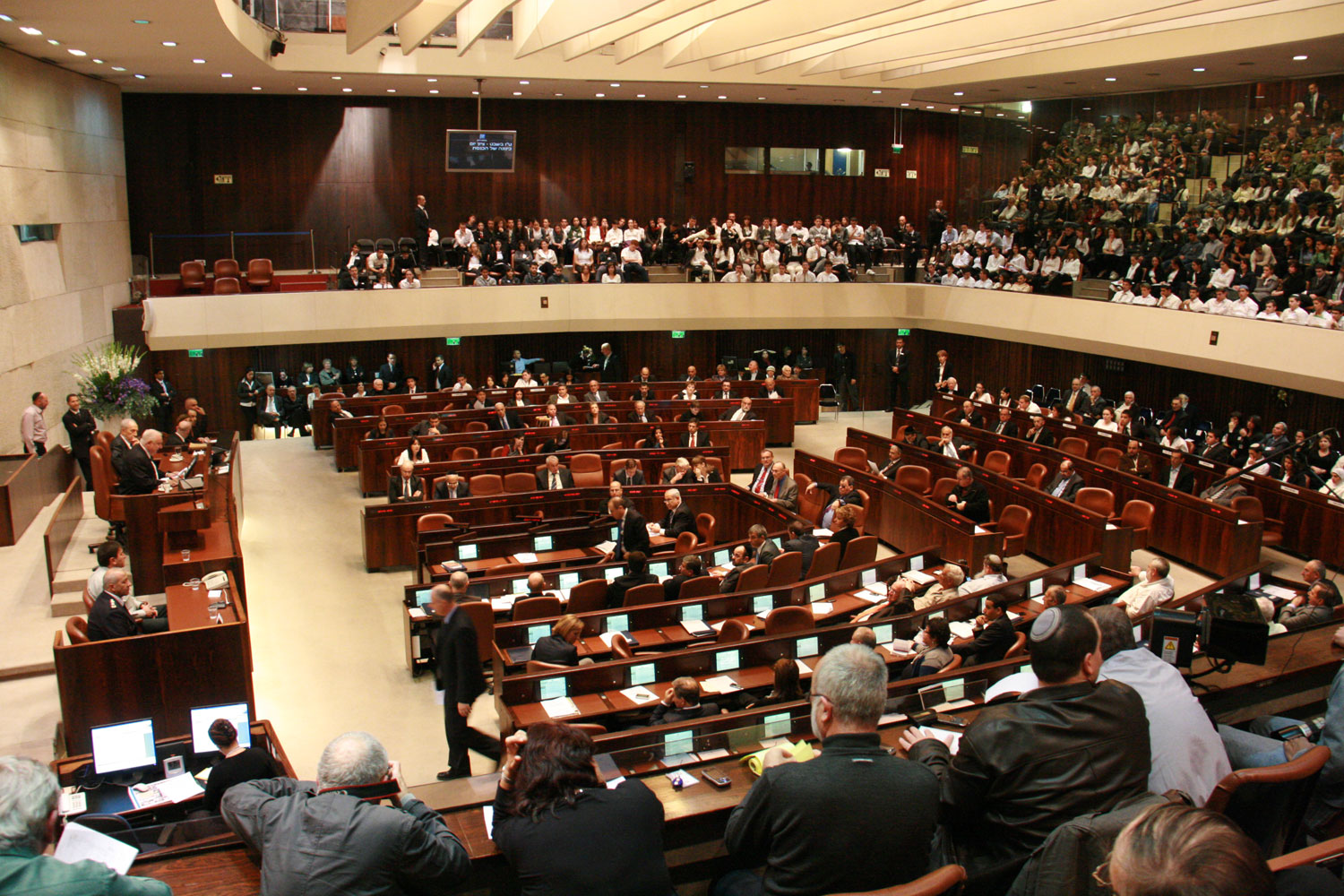
De Knesset van binnen

## Veiligheidskabinet
Binnen elke Israëlische regering bestaat er een veiligheidskabinet dat bij elkaar komt om het buitenlands- en defensiebeleid uit te stippelen. Hierbij moet worden gedacht aan het afstemmen van diplomatieke onderhandelingen en aan het nemen van snelle beslissingen bij crises, vooral als er oorlog(sdreiging) in het geding is.